# حرب الـ55 يوما
وقعت حرب الـ55 يومًا (البرتغالية: Guerra dos 55 Dias) في أنغولا، بعد انتخابات عام 1992، عندما تعطلت مدينة هوامبو بسبب مواجهة بين الحركة الشعبية لتحرير أنغولا ويونيتا. استمرت الحرب 55 يومًا، بدأت في 9 يناير 1993. خلال تلك الأيام، دُمرت المدينة. تم أخذ عدد قليل من السجناء. وترك المدنيون والجنود الجرحى في الشوارع ليموتوا. بعد 55 يومًا من حرب الشوارع، سيطرت يونيتا على المدينة. انسحبت الحركة الشعبية لتحرير أنغولا إلى بنغيلا.[بحاجة لمصدر]
خلال الصراع، فقدت الحركة الشعبية لتحرير أنغولا 40 دبابة وتم الاستيلاء على معظم مدفعيتها وأسلحتها الخفيفة. تدعي يونيتا أن خسائر الحركة الشعبية لتحرير أنغولا كانت 12,000 شخص. تقديرات أخرى للضحايا بلغ مجموعها 12,000 إلى 15,000 من بينهم 5000 من المدنيين.
نتيجة لهذا الصراع، فقدت هوامبو هيمنتها على المدن الأنغولية الأخرى، بعد أن فقدت قاعدتها الصناعية والمدارس والجامعات والمنازل.[بحاجة لمصدر]